# Mahathir bin Mohamad
Mahathir bin Mohamad (ur. 10 lipca 1925 w Alor Setar) – premier Malezji w latach 1981–2003 oraz 2018–2020, z wykształcenia lekarz.

## Kariera polityczna
Na początku swojej kariery politycznej był działaczem ruchów muzułmańskich (o tendencjach fundamentalistycznych), dopiero z czasem wychodząc poza ich ograniczenia. W 1946 roku wstąpił do Zjednoczonej Narodowej Organizacji Malajów, która później współtworzyła Partię Sojuszu w 1952 roku, a w 1973 roku Barisan Nasional. Pierwszy raz został wybrany do parlamentu w 1964 roku z okręgu Kota Star Selatan, lecz stracił ten mandat pięć lat później. Spróbował ponownie w roku 1974, tym razem z okręgu Kubang Pasu. Nie miał wtedy kontrkandydatów, więc automatycznie uzyskał mandat. Sześć razy uzyskał reelekcję poselską. 16 lipca 1981 roku stał się 4. premierem niepodległej Malezji.

## Premier (1981-2003)
W okresie jego rządów malezyjska gospodarka rozwijała się w bardzo szybkim tempie, dokonano także jej modernizacji. W 1983 roku założył przedsiębiorstwo Proton zajmujące się produkcją samochodów i motocykli. Zawarto także traktaty pokojowe które kończyły drugie powstanie malajskie i powstanie w Sarawaku. W polityce gospodarczej odrzucił zalecenia Międzynarodowego Funduszu Walutowego, uznając, że w ewidentny sposób szkodzą one gospodarce Malezji. Zdaniem laureata Nagrody Nobla w dziedzinie ekonomii Josepha Stiglitza uratował w ten sposób gospodarkę swojego kraju przed upadkiem, jaki spotkał w 1998 np. sąsiednią Indonezję, która zaleceń MFW słuchała.
Jego słynne wystąpienie „Wartości azjatyckie”, wygłoszone 21 maja 1996 w Waszyngtonie na Zgromadzeniu Ogólnym Rady Gospodarczej Basenu Pacyfiku mówi o różnicach aksjologicznych między kulturami Zachodu i Wschodu, z których kluczowe jest rozstrzygnięcie konfliktu między prawami jednostki a prawami grupy (społeczności, rodziny, państwa). Jego zdaniem wartości azjatyckie pozwalają uniknąć wielu problemów, z jakimi boryka się Zachód, choć z kolei Azja również może się uczyć od Zachodu. Zachód nie ma jednak prawa narzucać Azji swojego systemu wartości. Krytycy Mahathira bin Mohamada stwierdzili jednak, że usiłuje on w ten sposób stworzyć moralne i filozoficzne uzasadnienie dla represji stosowanych wobec niektórych przedstawicieli opozycji politycznej. Z urzędu odszedł w 2003 roku po 22 latach urzędowania, zastąpił go na tym miejscu Abdullah Ahmad Badawi. Po tym odszedł na polityczną emeryturę, lecz pozostał członkiem UMNO. W 2004 roku nie ubiegał się już o reelekcję poselską.

## Powrót do polityki
Wrócił do polityki w 2015 roku. Stał się największym krytykiem rządu Najiba Razaka, w związku z jego udziałem w aferze korupcyjnej 1MDB. Wzywał podczas wielu manifestacji, aby premier Razak podał się do dymisji. W 2016 roku aktywnie wspierał kandydatów opozycji w wyborach uzupełniających. W tym samym roku odszedł z UMNO i Barisan Nasional. Potem założył swoją własną partię Parti Pribumi Bersatu Malaysia (PPBM), która przyłączyła się do opozycyjnej koalicji Pakatan Harapan. W 2017 roku został ogłoszony potencjalnym kandydatem opozycji na premiera w przyszłorocznych wyborach parlamentarnych.

## Premier (2018-2020)

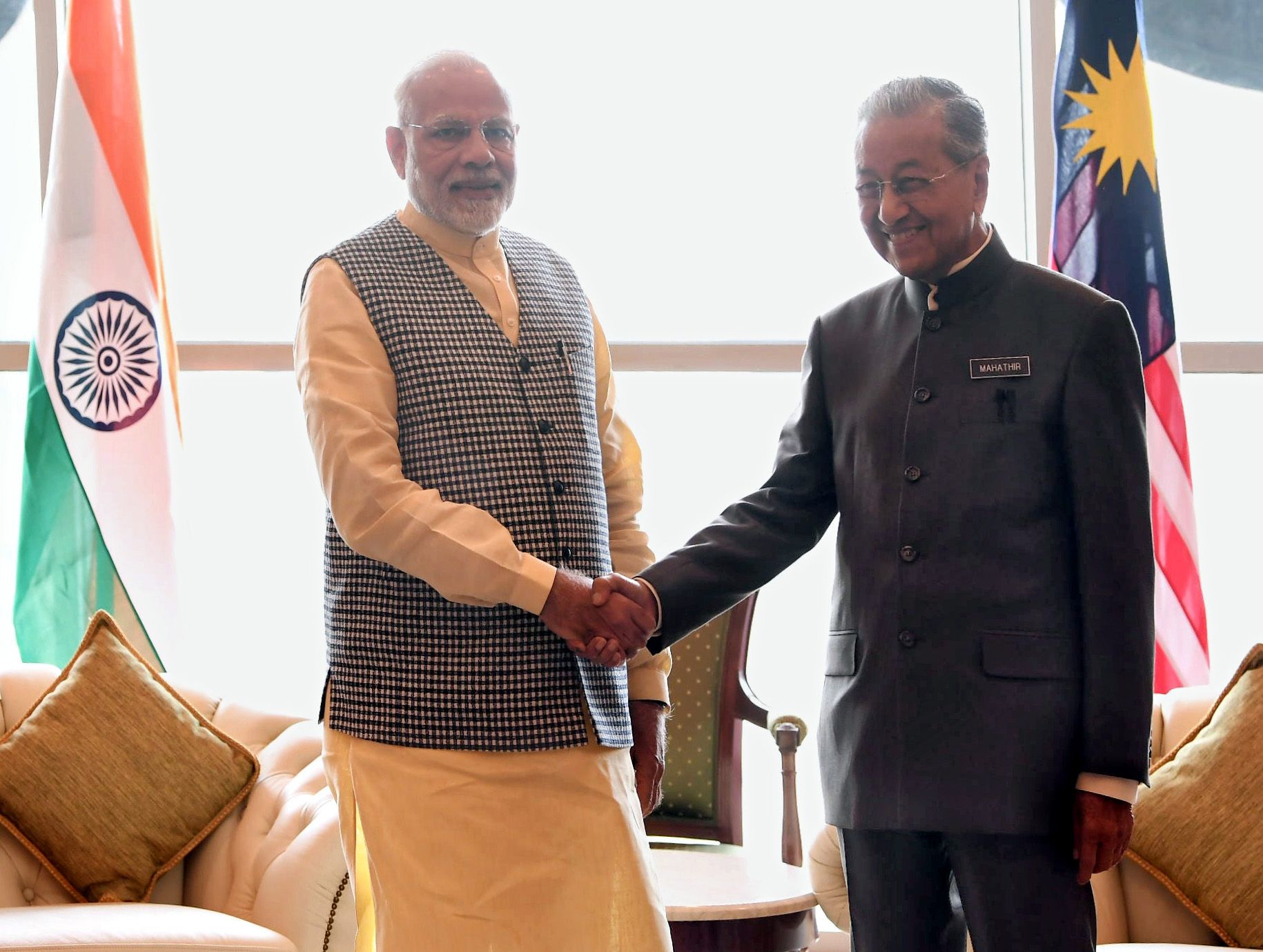
Mahathir i premier Indii Narendra Modi (31 maja 2018)

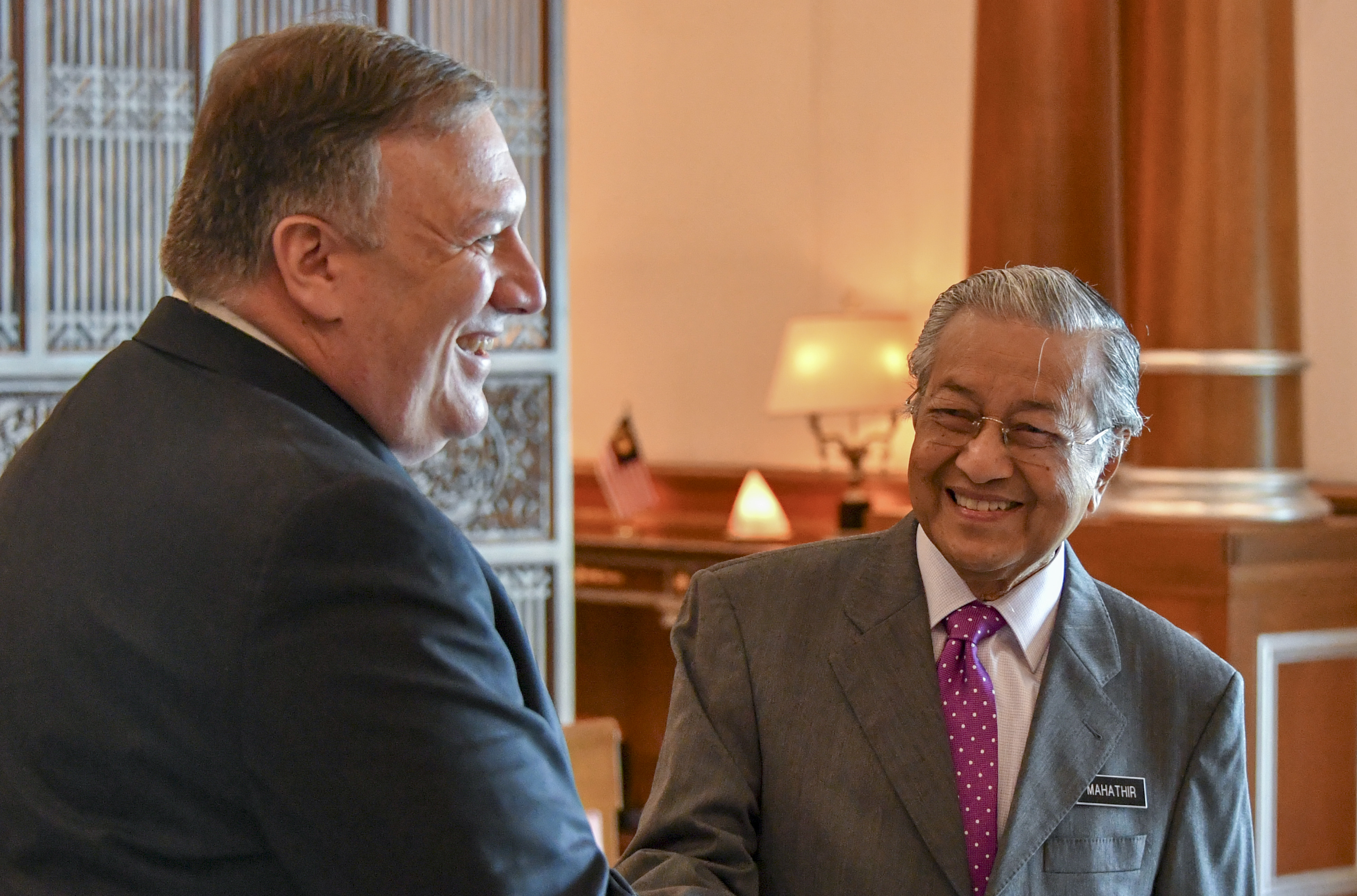
Mahathir i sekretarz stanu Stanów Zjednoczonych Mike Pompeo (3 sierpnia 2018)

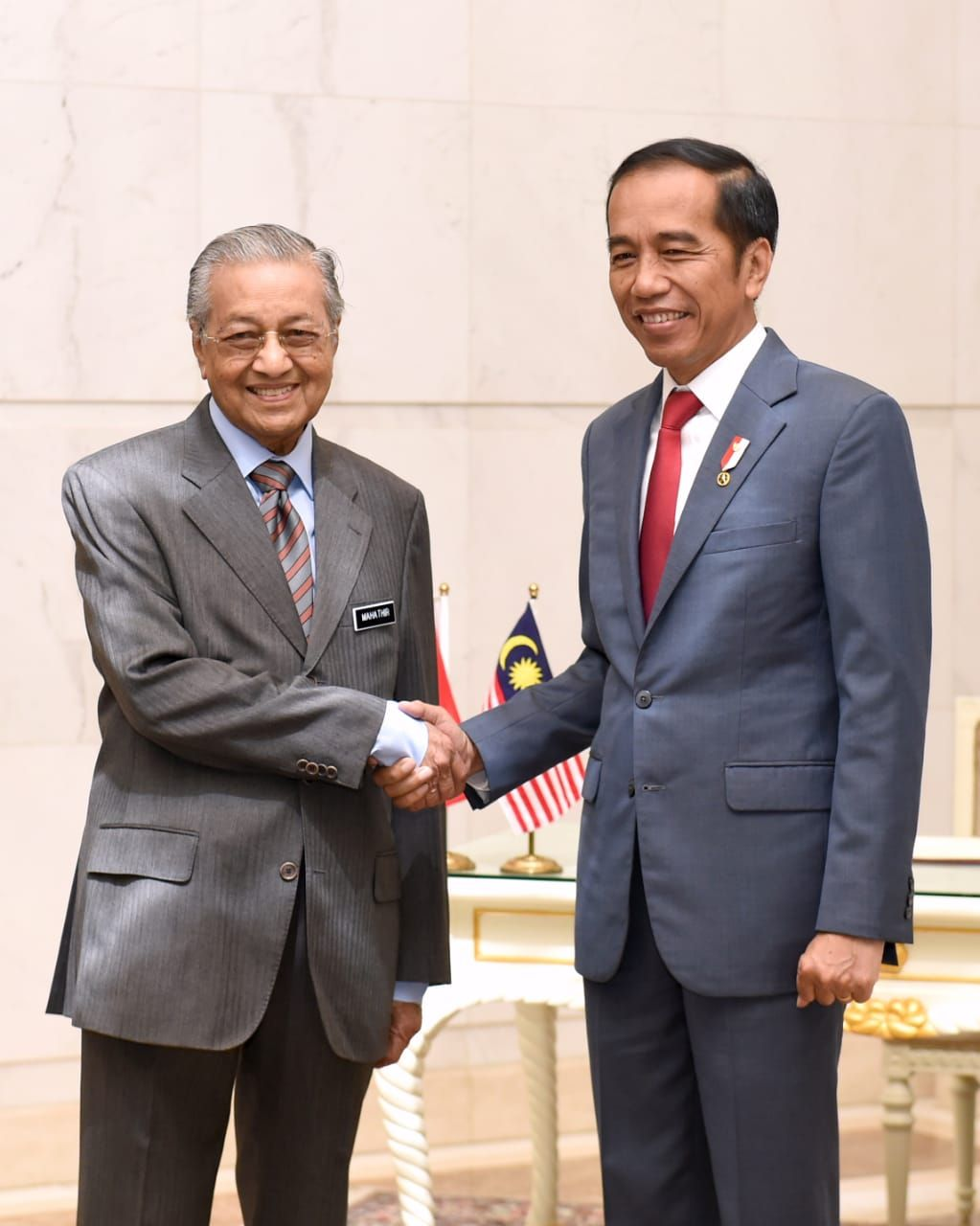
Mahathir i prezydent Indonezji Joko Widodo (9 sierpnia 2019)

W 2018 r. pod hasłem walki z korupcją stanął na czele opozycyjnej partii Pakatan Harapan, która zdobyła 121 miejsc w 222-osobowym parlamencie i objął funkcję premiera Malezji, odsuwając od władzy rządzącą przez 60 lat koalicję Barisan Nasional. Sam został wybrany posłem z okręgu Langkawi. W momencie wyboru miał 92 lata, stał się więc najstarszym szefem rządu na świecie. Stał się też pierwszym premierem Malezji wywodzącym się spoza Barisan Nasional i pierwszym, który należał do dwóch opozycyjnych wobec siebie partii politycznych (Barisan Nasional w latach 1981–2003 i Pakatan Harapan od 2018). Mohamad zapowiedział ustąpienie po jednym lub dwóch latach i oddanie funkcji Anwarowi Ibrahimowi. Jednym z pierwszych działań nowego premiera zostało podjęcie działań na rzecz rozliczenia skandalu korupcyjnego związanego z dotychczasowym przywódcą kraju Najibem Razakiem. 24 lutego 2020 ogłosił swoją dymisję. 1 marca 2020 zastąpił go Muhyiddin Yassin.

## Rodzina
Od 1956 pozostaje w związku małżeńskim z lekarką Siti Hasmah Mohamad Ali. Mają siedmioro dzieci (w tym felietonistkę i obrończynię praw kobiet Marinę Mahatir).

## Odznaczenia
- Wielki Komandor Orderu Obrońcy Królestwa (2003, Malezja)[6]
- Wielki Komandor Orderu Korony Johoru (Johor)
- Komandor Narodowego Orderu Cedru (2003, Liban)
- Krzyż Wielki Orderu Zasługi Rzeczypospolitej Polskiej (2002)[7]
- Krzyż Wielki Orderu Dobrej Nadziei (1997, RPA)[8]

## Publikacje
- Wartości azjatyckie, przeł. Janusz Kowalski, „Res Publica Nowa” 2003, nr 3
- A New Deal for Asia, Kelana Jaya (1999)
- The Malay Dilemma (1970)
- The Challenge (1986)
- The Pacific Rim in the 21st Century (1995)
- The Challenges of Turmoil (1998)
- Islam & The Muslim Ummah (2001)
- Globalisation and the New Realities (2002)
- Reflections on Asia (2002)